# Динозаврики
«Динозаврики» (англ. Dino Babies) — мультсериал про маленьких динозавриков, которые рассказывали друг другу сказки. Транслировался с 29 сентября 1993 по 4 мая 1995 года на телеканалах BBC One, BBC Two и TCC. Русская версия началась осенью 1995 года на телеканале 2x2, а продолжилась (с перерывом) в 2001 на РЕН ТВ. Повторы шли в 2002 году на ТНТ.

## Сюжет
Добрые и милые истории о приключениях шести динозавриков — Лабри, Трумэна, Стенли, Маршала, Франклина и Дака. В каждой серии Трумэн рассказывает какую-нибудь поучительную историю (переделку какой-нибудь очень известной сказки), которая помогает динозаврикам справиться с трудностями.
В каждом эпизоде мультсериала по-своему творчески относятся к классической сказке, от «Дак и бобовый стебель» до «Отвратительного снежного ребенка». Какими бы забавными ни были эти полеты фантазии, они всегда могли сказать что-то важное о самих динозаврах и окружающем их мире. Разыгрывая классические сказки, динозавры извлекли ценные моральные уроки.

## Персонажи
- Трумэн (озвучивает Кэтлин Барр) ― неофициальный лидер и рассказчик группы, синий умник в очках с пучком оранжевых волос. Является главным рассказчиком сказок.
- Лабри (озвучивает Андреа Либман) ― единственная девочка Дино Бэби. Упрямый пурпурный динозаврик со светлыми волосами часто бросал вызов авторитету Трумэна, но в душе она была хорошим другом. Когда она злится и вспыльчивает. Вероятно, наиболее известна тем, что она произносит две фразы: более известная «Я уже говорила» используется, когда что-то пошло не так, а менее частая «Будете ли вы развиваться?» используется всякий раз, когда кто-то предлагает что-то очень глупое. Любит поучать.
- Стенли (озвучивает Мэтт Хилл) ― зелёный динозавр с красными пятнами. Он весёлый и беззаботный хвастун, который часто попадает в неприятности. Еще он любит собирать камни.
- Франклин (озвучивает Сара Стрэйндж) ― робкий, нерешительный фиолетовый динозавр. Иногда он проявляет признаки храбрости. Всех обычно учит, хотя сам невезучий. Старший брат Маршала.
- Маршал (озвучивает Сэм Винсент) ― младший брат Франклина. Коричневый динозавр-смельчак в подгузнике. Иногда он расстраивается из-за того, что он самый маленький в группе, также известной под прозвищем «Марши». Глуповат. Любит пошалить. Ему также нравится использовать эту фразу; "Oakie Dokie".
- Дак (озвучивает Скотт МакНилл) ― синий, жаждущий внимания птеродактиль, чудной и зловредный, всегда норовит обидеть динозавриков. Хотя он часто подшучивает над группой, они все равно остаются друзьями.

## Список серий
Первый сезон (1993):
| Номер | Название                           | Оригинальное название                | Премьера в Великобритании | Премьера в России (2x2) |
| ----- | ---------------------------------- | ------------------------------------ | ------------------------- | ----------------------- |
| 1     | Эти двери созданы для стука        | These Doors Are Made For Knockin     | 29 сентября 1993          | 26 октября 1995         |
| 1     | Плот                               | The Raft                             | 29 сентября 1993          | 26 октября 1995         |
| 2     | Дак и бобовый стебель              | Dak And The Beanstalk                | 6 октября 1993            | 27 октября 1995         |
| 2     | Когда парят динозавры              | When Dinos Soar                      | 6 октября 1993            | 27 октября 1995         |
| 3     | Златовласка и три динозаврика      | Goldisocks And The Three Dino Babies | 13 октября 1993           | 30 октября 1995         |
| 3     | Дерево - это толпа                 | Tree’s A Crowd                       | 13 октября 1993           | 30 октября 1995         |
| 4     | Волшебник Аххса                    | The Wizard Of Ahhs                   | 20 октября 1993           | 31 октября 1995         |
| 4     | Нравится погорячее                 | Some Like It Hot                     | 20 октября 1993           | 31 октября 1995         |
| 5     | Маленькие большие проблемы         | A Little Big Problem                 | 27 октября 1993           | 1 ноября 1995           |
| 5     | Храпящая красавица                 | Snoring Beauty                       | 27 октября 1993           | 1 ноября 1995           |
| 6     | Голова клона                       | The Clone Heads                      | 3 ноября 1993             | 2 ноября 1995           |
| 6     | Роббин Гуд                         | Robbing Hood                         | 3 ноября 1993             | 2 ноября 1995           |
| 7     | Фаззи возвращается домой           | Fuzzy Come Home                      | 10 ноября 1993            | 3 ноября 1995           |
| 7     | Ваши рассыпчатые тропы             | Crumby Trails To You                 | 10 ноября 1993            | 3 ноября 1995           |
| 8     | Ищите раньше Эка                   | Look Before You Eek                  | 24 ноября 1993            | 6 ноября 1995           |
| 8     | Сундук с сокровищами острова       | Treasure Chest Island                | 24 ноября 1993            | 6 ноября 1995           |
| 9     | Франклинштеин                      | Franklintein                         | 1 декабря 1993            | 7 ноября 1995           |
| 9     | Смытые                             | Washed Up                            | 1 декабря 1993            | 7 ноября 1995           |
| 10    | Ворчуны и камень                   | The Soreheads And The Stone          | 8 декабря 1993            | 8 ноября 1995           |
| 10    | Секретный сад Лабри                | Labrea’s Secret Garden               | 8 декабря 1993            | 8 ноября 1995           |
| 11    | Лампа Алладина                     | A Lad In A Lamp                      | 15 декабря 1993           | 9 ноября 1995           |
| 11    | Парк Юрского периода               | Jurassic Ark                         | 15 декабря 1993           | 9 ноября 1995           |
| 12    | Элис в Полной стране чудес         | Alice In Wonderfulland               | 22 декабря 1993           | 10 ноября 1995          |
| 12    | Отвратительный снежный малыш       | The Abominable Snowbaby              | 22 декабря 1993           | 10 ноября 1995          |
| 13    | Дакула                             | Dakula                               | 2 февраля 1995            | 13 ноября 1995          |
| 13    | Гадкий утконос                     | The Ugly Duckbill                    | 2 февраля 1995            | 13 ноября 1995          |
| 14    | Отличаемый дракон                  | The Different Dragon                 | 8 февраля 1995            | 15 ноября 1995          |
| 14    | Циранос                            | Cyranose                             | 8 февраля 1995            | 15 ноября 1995          |
| 15    | Питер Пранк                        | Peter Prank                          | 9 февраля 1995            | 16 ноября 1995          |
| 15    | Страхоохотники                     | Scarebusters                         | 9 февраля 1995            | 16 ноября 1995          |
| 16    | Нос правды                         | A Nose For The Truth                 | 16 февраля 1995           | 17 ноября 1995          |
| 16    | Домашние вредители                 | Housepests                           | 16 февраля 1995           | 17 ноября 1995          |
| 17    | Хризантюмочка                      | Chrysanthembelina                    | 22 февраля 1995           | 20 ноября 1995          |
| 17    | Истерика оперы                     | Tantrum Of The Opera                 | 22 февраля 1995           | 20 ноября 1995          |
| 18    | Рапермзель                         | Rapermzel                            | 1 марта 1995              | 22 ноября 1995          |
| 18    | Храбрый портняжка                  | The Braggy Little Tailor             | 1 марта 1995              | 22 ноября 1995          |
| 19    | Эгоистичный огр                    | The Selfish Ogre                     | 9 марта 1995              | 23 ноября 1995          |
| 19    | Большая кроватно-одеяльная история | Big Blanket Bedtime Story            | 9 марта 1995              | 23 ноября 1995          |
| 20    | Невеста лягушка                    | The Frog Bride                       | 16 марта 1995             | 24 ноября 1995          |
| 20    | Мистер Дакилл и доктор Хайд        | Mr Dakyll And Dr Hyde                | 16 марта 1995             | 24 ноября 1995          |
| 21    | Золотые пальцы                     | Goldfingers                          | 23 марта 1995             | 27 ноября 1995          |
| 21    | Старлинг и статуя                  | Starling And The Statue              | 23 марта 1995             | 27 ноября 1995          |
| 22    | Принцесса и нищий                  | The Princess And The Pauper          | 13 апреля 1995            | 28 ноября 1995          |
| 22    | Танцы Принцессы                    | The Dancing Princesses               | 13 апреля 1995            | 28 ноября 1995          |
| 23    | Оливер Тверп                       | Oliver Twerp                         | 20 апреля 1995            | 29 ноября 1995          |
| 23    | Снайд Пайпер                       | The Snide Piper                      | 20 апреля 1995            | 29 ноября 1995          |
| 24    | Новый халат императора             | Emperor’s New Robe                   | 27 апреля 1995            | 30 ноября 1995          |
| 24    | Матушка Гусыня проиграла           | Mother Goose On Loose                | 27 апреля 1995            | 30 ноября 1995          |

## Дубляж
В России сериал дублировала компания «Шестой канал — Санкт-Петербург» по заказу компании «Твин». Роли озвучивали:
- Лидия Мельникова — Трумэн
- Елена Соловьёва — Лабри
- Наталья Гущина (Антонова) — Стенли, Маршал
- Александр Баргман — Франклин, Дак, закадровый голос.

В 2000—2001 годах для РЕН ТВ «Твин» озвучила второй сезон. Роли озвучивали:
- Елена Шульман — Трумэн, Франклин
- Михаил Черняк — Стенли, Дак, закадровый голос
- Елена Соловьёва — Лабри, Маршал.